# Chondrilla chondrilloides
Chondrilla chondrilloides là một loài thực vật có hoa trong họ Cúc. Loài này được (Ard.) H.Karst. mô tả khoa học đầu tiên năm 1883.